# Железнички мост
Железнички мост је мост који је специјално конструисан за железнички саобраћај.
Железнички мостови углавном служе превозу возовима који често поред шина имају и пешачку, односно пешачко-бициклистичку стазу. У свету се ређе праве комбинације железничког и друмског моста, који се у том случају углавном као двоспратни мостови конструишу.

## Познати железнички мостови у Србији
- Стари железнички мост преко Саве, Београд
- Нови железнички мост преко Саве, Београд
- Остружнички железнички мост преко Саве, Београд
- Железнички мост преко Тамиша, Панчево
- Железнички мост преко Мораве код Ћуприје
- Железнички мост преко Дунава, Богојево-Ердут